# Franz Axter
Franz Axter (* 25. April 1772 in Bamberg; † 29. Juli 1808 ebenda) war ein deutscher Mediziner und Schriftsteller.

## Leben
Franz Axter begann an der Universität Erfurt Medizin zu studieren, wechselte aber schon bald mit gleichem Fach an die Universität Jena. Nach einem weiteren Wechsel an die Universitäten Erlangen und Würzburg konnte Axter dieses Studium 1795 an der Universität Bamberg bei Anton Dorn mit seiner Dissertation De aeris atmosphaerici in corpus humanum influxu salubri et noxio abschließen.
Nach erfolgter Promotion ging Axter nach Wien und trat dort als Militärarzt in die österreichische Armee ein. Fünf Jahre später quittierte er seinen Dienst und kehrte nach Deutschland zurück. Er wollte sich in seiner Heimatstadt als Arzt niederlassen, was ihm aber nicht glückte.
Um seinen Lebensunterhalt zu bestreiten, wurde Axter ab Herbst 1800 Redakteur einiger Zeitungen in Würzburg und München. Ab dieser Zeit verfasste er auch literarische Werke, wie Romane, Theaterstücke u. a. Ab 1807 fungierte Axter auch als Zöllner in Schnaittach und verfasste als solcher auch weiterhin belletristische Werke.
Im Alter von 36 Jahren starb Franz Axter am 29. Juli 1808 in Bamberg.

## Werke (Auswahl)
- De aeris atmosphaerici in corpus humanum influxu salubri et noxio. Verlag Klietsch Bamberg 1795 (Zugl. Dissertation, Universität Bamberg 1795)
- Der Bund der Liebe. Verlag Gebhardt, Bamberg 1806.
- Heinrich und Julie oder der Bund der treuen Liebe. Verlag Gebhardt, Bamberg 1817.
- Rosenblätter. Fleischmann Verlag, München 1823.